# Заговор в Голливуде
«Заговор в Голливуде» (англ. Gasoline Alley; дословно — «Бензиновая аллея») — американский  боевик режиссёра Эдварда Дрэйка. В США фильм вышел 25 февраля 2022 года в ограниченном прокате. В России фильм вышел в онлайн-кинотеатрах 11 августа 2022 года.

## Сюжет
Татуировщик Джимми Джейн беседует с детективами Биллом Фрименом и Фредди Варгасом, которые расследуют массовое убийство проституток, после того как на месте преступления найдена зажигалка с надписью его студии Gasoline Alley. В конце концов выясняется, что Фримен является частью сети торговцев людьми, действующей через туннель, соединяющий Сан-Диего с Тихуаной.

## В ролях
- Девон Сава — Джимми Джейн
- Брюс Уиллис — детектив Билл Фримен
- Люк Уилсон — детектив Фредди Варгас
- Кэт Фостер — Кристин
- Суфе Брэдшоу — Элеонор Роджерс
- Джейк Олстон — Эразмус Алсиндор
- Рик Саломон — Перси
- Кенни Вормолд — Дэннис Бурк
- Эш Эдамс — Фрэнк Флоссо
- Ирина Антоненко — Звезда
- Вернон Дэвис — Кайзер Вышибала
- The D.O.C. — доктор Филгуд
- Стив Истин — капитан Лью Ферри

## Производство
Съёмки начались в Тифтоне, штат Джорджия, в марте 2021 года.